# Aconogonon diffusum
Aconogonon diffusum är en slideväxtart som först beskrevs av Carl Ludwig von Willdenow och Spreng., och fick sitt nu gällande namn av N.N. Tsvelev. Aconogonon diffusum ingår i släktet sliden, och familjen slideväxter. Inga underarter finns listade i Catalogue of Life.